# Cappella
Капелла (англ. Cappella) — итальянская евродэнс-группа, созданная в 1987 году музыкальным продюсером Жанфранко Бортолотти.
Первый альбом Helyom Halib был целиком выполнен в стиле итало-хаус. Группа прошла через несколько смен состава участников, самый удачный из которых образовался в начале 1990-х годов, когда её возглавили британские модели — Келли Оверетт и Родни Бишоп, пришедшие на смену в 1993 году фронтмену и танцору Этторе Форести. Обновлённый состав Капелла создал несколько самых успешных хитов группы, среди которых «U Got 2 Let The Music», «U & Me» ,  «Move On Baby» и «Move It Up»

## Дискография

### Альбомы
- Helyom Halib — 1989 год.
- U Got 2 Know — 1994 год.
- Move On Baby — 1994 год.
- War in Heaven — 1996 год.
- Cappella — 1998 год.
- Best Of — 2005 год.

### Синглы
- «Bauhaus (Push The Beat)» — 1988 год.
- «Helyom Halib» — 1989 год.
- «House Energy Revenge» — 1989 год.
- «Get out of My Case» — 1990 год.
- «Everybody Listen to It» — 1990 год.
- «Everybody» — 1991 год.
- «Take Me Away» — 1992 год.
- «U Got 2 Know» — 1993 год.
- «U Got 2 Know Revisited» — 1993 год.
- «U Got 2 Let The Music» — 1993 год.
- «Move on Baby» — 1994 год.
- «U & Me» — 1994 год.
- «Move It Up / Big Beat» — 1994 год.
- «Don’t Be Proud» — 1995 год.
- «Tell Me The Way» — 1995 год.
- «I Need Your Love» — 1996 год.
- «Turn It Up and Down» — 1996 год.
- «Be My Baby» — 1997 год.
- «Do You Run Away Now» — 1997 год.
- «U Tore My World Apart» — 1997 год.
- «U R The Power of Love» — 1998 год.
- «U Got 2 Let The Music '98» — 1998 год.
- «Throwin' Away» — 1998 год.
- «U Got 2 Know 2002» — 2002 год.
- «Angel» — 2004 год.
- «U Got 2 Let The Music (Remix)» — 2004 год.
- «U Got 2 Know 2010» — 2010 год.
- «U Got 2 Let The Music 2010» — 2010 год.
- «Happy Phonk» — 2023 год.
- «U Got 2 Know 2023» — 2023 год.
- «Take Me Away (Remix)» — 2023 год.
- «Move On Baby (Remix)» — 2024 год.
- «U Got 2 Let The Music (Remix)» — 2024 год.
- «U & Me (Remix)» — 2025 год.
- «Stay Mine» — 2025 год.